# Institute of Contemporary Art (Philadelphie)
Ne doit pas être confondu avec Institute of Contemporary Arts.
Pour les articles homonymes, voir ICA.
L'Institute of Contemporary Art ou ICA est un musée d'art contemporain situé à Philadelphie en Pennsylvanie. Fondé en 1963, il se situe au 118 S. 39th Street. Le musée fonctionne en association avec l'université de Pennsylvanie et se trouve d'ailleurs sur son campus. Andy Warhol, Laurie Anderson, Agnès Martin et Robert Indiana y exposèrent leurs premières œuvres. Le bâtiment, construit en style déconstructiviste en 1990 a été conçu par Adele Naude Santos.